# Overval op drukkerij Hoitsema
De Overval op drukkerij Hoitsema in Groningen was een overval die 17 mei 1944 op klaarlichte dag werd gepleegd op een drukkerij in Groningen. Hierbij werden ruim 130.000 distributiebonkaarten (‘punten’) buitgemaakt. Deze distributiebonkaarten werden vervolgens over het gehele land verspreid. Dit was de grootste 'vangst' bij een dergelijke overval tijdens de bezetting.
Drukkerij Hoitsema in de Tuinbouwstraat 3 was een filiaal van Johan Enschede en Zn. De overval werd uitgevoerd door de Knokploeg Remco en de Knokploeg Wim. Onder meer Reint Dijkema en Johannes Post waren betrokken. Johannes Post verzorgde de verdere distributie van de bonkaarten en voor een onderduikadres voor een betrokkene.